# 아티스트 (만화)
《아티스트》는 매주 화요일 마영신이 다음 웹툰에서 연재하는 웹툰이다. 2019년 6월 11일에 완결되었으며 2019년 12월 24일부터 외전 연재를 시작했다.